# BeppoSAX
BeppoSAX (итал. Satellite per Astronomia a raggi X) — итальянско-голландская орбитальная рентгеновская обсерватория. Спутник и научная аппаратура была произведена различными итальянскими и голландскими компаниями, основные научные инструменты — в Италии, широкоугольная камера (WFC) — в Нидерландах (SRON).
Обсерватория названа в честь итальянского физика Джузеппе Оккиалини.
Спутник был запущен с мыса Канаверал (США) в 1996 году. Первоначально запланированное время работы спутника — 2 года, затем несколько раз продлевалось, в конечном счете до 30 апреля 2002 г. После этого орбита спутника начала быстро деградировать. 29 апреля 2003 года он вошёл в плотные слои атмосферы и разрушился над Тихим океаном.

## Инструменты
Научная аппаратура спутника состояла из коллимированных спектрометров, работающих в жестком рентгеновском диапазоне (HPGSPC и PDS) и позиционно чувствительных спектрометров (газовых счетчиков), помещенных под телескопы косого падения. Три позиционно-чувствительных спектрометра имели рабочий диапазон 1-10 кэВ (MECS), один — 0,1-10 кэВ (LECS). Дополнительно были установлены два широкоугольных (с полями зрения около 10 градусов) телескопа с кодирующей апертурой WFC (рабочий диапазон энергий 2-30 кэВ).

## Основные результаты
- Основной научный результат, принесший обсерватории BeppoSAX мировую известность, — это обнаружение рентгеновского послесвечения космических гамма-всплесков, что позволило оперативно определить их положение с точностью порядка угловой минуты и затем обнаружить затухающие оптические и радиоисточники, определённо указывающие на происхождение гамма-всплесков с больших, космологических расстояний[1].
- Измерены широкополосные (0,1-300 кэВ) спектры большого количества рентгеновских источников, включая активные ядра галактик (АЯГ). Благодаря меньшему, чем у других аналогичных приборов, фону спектрометра жёсткого рентгеновского диапазона PDS полученные спектры АЯГ в жёстким рентгеновском диапазоне до сих пор часто являются одними из лучших[2][3].
- Длительная экспозиция, накопленная широкоугольными телескопами WFC, позволила провести уникальные исследования переменных и вспыхивающих источников в области центра Галактики[4][5].